# بول سبونلي
بول سبونلي (مواليد 1951) هو عالم اجتماع نيوزيلندي وأستاذ فخري في جامعة ماسي حيث تخصص في التغيير الاجتماعي والديمغرافيا وكيف يؤثر ذلك على قرارات السياسة على المستوى السياسي. وقد قاد سبونلي العديد من البرامج البحثية الممولة من الخارج، وكتب أو حرر سبعة وعشرين كتابًا وهو معلق منتظم في وسائل الإعلام. وتلقى تعليمه في كل من نيوزيلندا وإنجلترا، ونوقش عمله في مجال العنصرية والهجرة والإثنية على نطاق واسع في أعقاب إطلاق النار على مسجد كرايستشيرش (2019) وجائحة فيروس كورونا.

## تعليمه
نال سبونلي درجة بكالوريوس الآداب من جامعة فيكتوريا في ويلينغتون عام 1973، وبعد ذلك بعام حاز دبلوم الدراسات العليا في الجغرافيا من جامعة أوتاغو. وفي عام 1976 حصل على درجة الماجستير في الآداب مرة أخرى من أوتاغو، حيث درس المهاجرين من نييوي، ونال درجة ماجستير أخرى في العلوم من جامعة برستل في عام 1978. وأكمل درجة بكالوريوس في التربية من جامعة أوكلاند في عام 1979، وأخيرًا حصل على درجة الدكتوراه من جامعة ماسي عام 1986، مع أطروحة عن اليمين المتطرف في نيوزيلندا.

## مسيرته المهنية
كان سبونلي زميلًا مدرسًا في قسم علم الاجتماع بجامعة أوكلاند ومحاضرًا بدوام جزئي في كلية الهندسة المعمارية وقسم تخطيط المدن في جامعة أوكلاند من عام 1974 حتى عام 1978. وبدأ إلقاء المحاضرات في جامعة ماسي عام 1979 وكان مدير أبحاث الكلية والمدير الإقليمي لأوكلاند حتى عام 2013، بعدها أصبح نائب رئيس كلية العلوم الإنسانية والاجتماعية في الجامعة. وهو زميل الجمعية الملكية تي أباراني، وعضو في جمعية ماكس بلانك لدراسة التنوع الديني والإثني. 
في عام 2010 كان سبونلي باحثًا أول في برنامج فولبرايت في جامعة كاليفورنيا، بركلي، حيث أكمل بحثًا عن الهويات اللاتينية من الجيل الثاني. وقال إن الحصول على جائزة فولبرايت كان «فرصة للعمل مع بعض من أفضل الأكاديميين في الولايات المتحدة لدراسة كيفية تطور الهويات بمجرد استيطان المهاجرين في بلد جديد».
في عام 2019 استقال من منصبه كنائب رئيس في جامعة ماسي وعاد إلى منصب أستاذ أبحاث في الكلية ليسمح لنفسه بإعادة التركيز على الكتابة والبحث. وفي عام 2021 جرى تعيينه أستاذًا فخريًا متميزًا تقديرًا «لمساهمته الواسعة في كل من الأوساط الأكاديمية وجامعة ماسي».
في أوائل يونيو عام 2022 عُين سبونلي مع زميلته في علم الاجتماع الأستاذة "جوانا كيدمان"، كمدير مشارك لمركز التميز البحثي المنشأ حديثًا لمنع التطرف العنيف ومكافحته. وجرى إنشاء مركز الأبحاث تماشيًا مع توصيات تقرير اللجنة الملكية للتحقيق في حادث إطلاق النار على مسجد كرايستشيرش. والغرض الرئيسي منه هو رعاية البحوث والمنح الدراسية في مجال مكافحة الإرهاب والتطرف.

## مشاريع بحثية مختارة
- معهد اقتصاديات العمل (أيزا) هو معهد أبحاث غير ربحي يعمل دوليًا مع الباحثين ويركز على اقتصاديات العمل.[23] انضم سبونلي إلى معهد اقتصاديات العمل كزميل باحث في يناير عام 2013،[24] وفي نفس العام عمل مع ترودي كايين على ورقة مناقشة استكشفت أهمية دمج رواد الأعمال المهاجرين في شبكاتهم الاجتماعية الخاصة ولكن أيضًا في المجال الاجتماعي والاقتصادي والبيئة السياسية والمؤسسية لنيوزيلندا كدولة جديدة.[25] والتنوع الفائق والتماسك الاجتماعي والفوائد الاقتصادية (2014) هي ورقة بحثية بقلم سبونلي تلخص النتائج الرئيسية لإيجابيات وسلبيات التنوع الفائق الناتج عن زيادة أعداد المهاجرين والأقليات العرقية في الثقافة.[26]
- نا تانغاتا أوهو مايريني (2014-2021)، بتمويل من وزارة الأعمال والابتكار والتوظيف (إم بي أي إي)، هو مشروع يوضح الآثار الإقليمية للتغير الديمغرافي والاقتصادي على أوكلاند والمناطق الأخرى منذ عام 1986 حتى عام 2013، ويقدم توقعات حتى عام 2038.[27] وقد ساهم سبونلي في مراجعة الأدبيات حول ريادة الأعمال المهاجرة والامتثال الضريبي (2013) لتوضيح القضايا المتعلقة بامتثال المهاجرين في نيوزيلندا،[28] وفي عام 2014 شارك في تأليف المهاجرين المؤقتين كعمال غير محصنين: مراجعة الأدبيات.[29] وخلصت المراجعة إلى أنه على الرغم من الحاجة إلى مزيد من البحث، إلا أن هناك أدلة على أن العمال المهاجرين المؤقتين في بعض الصناعات معرضون للخطر في أوضاع العمل التي يمكن أن تكون خطرة والتي قد يجري استغلالهم فيها من قبل أصحاب العمل.[29] وشملت الأبحاث الأخرى التي أجراها سبونلي أثناء العمل مع نا تانغاتا أوهو مايريني التغير السكاني وانعكاساته: أوكلاند (2016)،[30] والتغير السكاني وانعكاساته: ساوثلاند (2017).[31] وكان الغرض من البحث هو جمع البيانات وتحليلها لإثراء المناقشة حول كيفية إدارة المناطق المتزايدة السكان والمتغيرة بسرعة. وجمعت البيانات الخاصة بكل من هذه التقارير من خلال المقابلات المنزلية واستطلاعات أصحاب العمل ومجموعات التركيز في المدرسة.
- الحصول على عائد التنوع في أوتياروا نيوزيلندا (2014-2021) هو عبارة عن برنامج بحث ممول من وزارة الأعمال والابتكار والتوظيف، ويهدف إلى تحديد كيف يمكن لنيوزيلندا الاستعداد بشكل أفضل للتغييرات الناتجة عن التحديات الديمغرافية بما في ذلك الهجرة والتنوع الإثني وشيخوخة السكان وتغيير أنماط الخصوبة والتمدد العمراني.[32][33] وفي هذا المشروع عمل سبونلي مع روبين بيس وأنتج مقال «التماسك الاجتماعي والروابط المتماسكة: الاستجابات للتنوع».[34]
- شارك سبونلي في برنامج دمج المهاجرين (2007 - 2012)، وهي مبادرة بحثية مدتها خمس سنوات ممولة من مؤسسة الأبحاث والعلوم والتكنولوجيا (إف أر إس تي) لاكتساب فهم أفضل للاندماج الاقتصادي للمهاجرين في نيوزيلندا.[35] يوضح المستند الذي ساهم فيه سبونلي أن البرنامج كان له «هدف رئيسي يتمثل في المساهمة في التحسينات التدريجية في استخدام رأس المال البشري للمهاجرين، لصالح المهاجرين على وجه التحديد والمجتمع النيوزيلندي بشكل عام»[36]. وخلال هذه الفترة تعاون سبونلي في مشروع بحثي ركز على تأثير تنويع الهجرة على الاندماج الترابطي للمهاجرين في أوكلاند بعد عام 1987. وتجادل الورقة أنه نتيجة للسياسات الليبرالية الجديدة جرى تطوير مناطق إثنية مبنية لهذا الغرض لتلبي احتياجات وفلسفة التنمية الاقتصادية للسوق الحرة دون الاعتراف بأهميتها الثقافية. واستنتج الباحثون أن «السياسيين الليبراليين الجدد المحليين ومنظمات الأعمال قد اكتسبوا مجندين مثاليين في اقتصاد المدينة وما زالوا مترددين في الاعتراف بالطبيعة الإثنية المحددة لأنشطتهم [و] يبقى أن نرى ما إذا كان هناك اعتراف أو سيكون بالطبيعة المميزة لهذه المناطق الإثنية والإسهام الذي تقدمه في النمو الاقتصادي والتطوير».[37]
- بناي بريث هي منظمة خدمات دولية للجالية اليهودية غير هادفة للربح تدعم حقوق الإنسان ومناهضة التمييز ولها فرع في نيوزيلندا.[38] وكان سبونلي، نيابة عن بناي بريث، أحد أفراد الفريق الذي تضمن جيم سالينجر، والذي أكمل أربعة استطلاعات للجالية اليهودية النيوزيلندية، وآخرها جرى نشره في عام 2020.[39]